# Vem är Vem
Vem är Vem är ett svenskt biografiskt uppslagsverk som utgavs i två upplagor om vardera fem band 1945–1950 respektive 1962–1968 av Bokförlaget Vem är Vem.

## Första upplagan
Initiativtagare till Vem är Vem var förläggaren J.O. Peterson (senare känd som Oscar Rosswall) i Stockholm som 1943 startade Bokförlaget Vem är Vem. Peterson var sedan tidigare verksam i Stockholm, där han bland annat sedan 1923 var innehavare av Svenska katalogförlaget.  Som huvudredaktör för Vem är Vem rekryterades stadsbibliotekarien Paul Harnesk i Uppsala och i redaktionen märktes även Lya Gabrielsson med vilken Peterson sedermera ingick äktenskap. Avsikten var, enligt utgivarna, att uppmärksamma personer, som stod på höjden av sin verksamhet, ävensom yngre i inflytelserik eller i övrigt på skilda områden bemärkt ställning. Enligt de ursprungliga planerna skulle verket omfatta fyra band, men det blev slutligen fem. Man uppgav dock att verkets omfattning begränsades av den dåvarande pappersransoneringen. Det första bandet, vilket omfattade Stockholm utkom 1945 och under tiden fram till 1950 utkom ytterligare fyra band som omfattade övriga Sverige. I det femte bandet fanns också ett supplement till de tidigare banden och ett register för hela verket.

## Andra upplagan
I förordet till första upplagans avslutande band (1950) uppges att de tre först utgivna banden var slutsålda. Det sägs även att redaktionen har för avsikt att omedelbart påbörja förarbetet för en ny upplaga,  något som dock kom att dröja. År 1959 övertogs såväl Bokförlaget Vem är Vem som Svenska katalogförlaget av juristen Staffan Hæger. Då förlaget uppgav sig ha fått upprepade förfrågningar från tidningar, 
bibliotek, industrier och privatpersoner om en ny upplaga av Vem är Vem, inleddes arbetet med en dylik, även nu med Harnesk som huvudredaktör. Han redigerade de tre första banden, av vilka det första utkom 1962. Efter hans frånfälle 1965 redigerades de två återstående banden av docent Åke Davidsson, förste bibliotekarie vid Uppsala universitetsbibliotek.

## Svensk läkarmatrikel
Efter att utgivningen av andra upplagan av Vem är Vem avslutats 1968 inledde Bokförlaget Vem är Vem arbetet på att ge ut Svensk läkarmatrikel 1970. Detta verk utkom 1971 och var redigerat av den pensionerade överläkaren Lars Dahlgren tillsammans med den tidigare nämnde Davidsson. Detta verk riktade sig främst till den svenska läkarkåren, men i förordet uppges att intresset var stort även från bibliotek, tidningar, läkemedelsföretag, försäkringsbolag och organisationer. I förordet antyds även att man planerade en ny upplaga av detta verk, men någon sådan blev aldrig av och läkarmatrikeln från 1971 är därigenom det senast utgivna biografiska uppslagsverket över svenska läkare.
Bokförlaget Vem är Vem förefaller därefter ha upphört, medan Svenska katalogförlaget fortlevt och även drivits av Hægers son Erik Hæger (född 1952).

## Utgivna band

### Första upplagan
- 1945 – Stockholmsdelen
- 1947 – Svealandsdelen
- 1948 – Götalandsdelen utom Skåne
- 1948 – Skånedelen
- 1950 – Norrlandsdelen med supplement och register

### Andra upplagan
- 1962 – Stor-Stockholm
- 1964 – Svealand utom Stor-Stockholm
- 1965 – Götaland utom Skåne, Halland, Blekinge
- 1966 – Skåne, Halland, Blekinge
- 1968 – Norrland, supplement, register

## Liknande verk
Bland andra biografiska referensverk kan nämnas Vem var det?, Vad är vem i Sverige, Vem är vem i Norden? och Svenskar i utlandet.